# Nueva Frontera
Nueva Frontera é uma cidade hondurenha do departamento de Santa Bárbara.